# Fonograf
Fonograf je mehanska naprava za snemanje zvoka. Leta 1877 ga je izumil in poimenoval Thomas Alva Edison.  
Prvi postopek snemanja zvoka na fonograf je bil izveden zelo preprosto in je bil pravzaprav v začetku le eksperiment ali pa za shranjevanje telegrafskih sporočil. Zvočno nihanje se je zbralo v rog, pritrjen na ustnik, ki je vzdražil membrano k nihanju. Membrana je bila povezana s kovinsko iglo, ki je vtiskala zareze v kovinsko folijo. Odtisi zvočnih vibracij so bil vidni kot zareze na valju, prevlečenem s kovinsko folijo. Valj je bilo treba vrteti ročno.
Predvajanje posnetka je bilo možno tako, da se je z drugo iglo (ki je bila preko podobne membrane povezana z rogu podobnim odmevnikom) odčitaval zapis iz razjed s folije. Igla je vzdražila membrano, da je zanihala. Odmevnik je deloval kot ojačevalnik zvoka. Pri tej aparaturi še ni bilo nobenih fiksnih in stabilnih hitrosti. Vse je bilo odvisno od enakomernega vrtenja valja z roko. Posnetki so bili dolgi samo po nekaj sekund, kajti valja s folijo je bilo kaj hitro konec. Edison je domislico z valjem in kovinsko folijo nekaj let kasneje nadomestil z voščenim valjem, ki pa ni bil nikoli načrtovan za snemanje glasbe,ker se je zelo hitro obrabil.
Prvi znani zvočni zapis na fonografu še obstaja. Edison je svojo recitacijo otroške pesmice Mary had a little Lamb posnel na voščeni valj.